# Liste der Nummer-eins-Hits in Italien (2016)
Diese Liste der Nummer-eins-Hits basiert auf den offiziellen Chartlisten der Federazione Industria Musicale Italiana (FIMI), der italienischen Landesgruppe der IFPI, im Jahr 2016. Berücksichtigt werden die Albumcharts und die Top-Digital-Singlecharts.

## Singles
| ← 2015 ← | Liste der Nummer-eins-Hits in Italien | Liste der Nummer-eins-Hits in Italien     | Liste der Nummer-eins-Hits in Italien | 2017 → |
| \| Zeitraum \| Wo. ges. \| Interpret \| Titel Autor(en) \| Zusätzliche Informationen \| \| (Zeitraum, Wochen auf Platz eins, Interpret, Titel, Autor[en], zusätzliche Informationen) \| \| \| \| \| \| ----------------------------------------------------------------------------------------- \| -------- \| ----------------------------------------- \| ----------------------------------------------------------------------------------------------------------------------------------------------------------------------------------------- \| --------------------------------------------------------------------------------------------------------------------------------------------------------------------------------------------------------------------------------------------------------------------------------------------------------------------------------- \| \| 25. Dezember 2015 – 28. Januar 2016 5 Wochen (insgesamt 6) \| 6 \| Maître Gims \| Est-ce que tu m’aimes ? Maître Gims, Renaud Rebillaud \| Erstmals nach Alors on danse im Jahr 2010 gelang wieder einem französischsprachigen Lied der Aufstieg an die italienische Chartspitze. Es stellt für den kongostämmigen Rapper den ersten Charterfolg in Italien dar und brachte ihm in Woche 51/2015 eine Goldene Schallplatte für mehr als 25.000 Downloads und Streams ein.[1] \| \| 29. Januar 2016 – 4. Februar 2016 1 Woche (insgesamt 3) \| 3 \| J Balvin \| Ginza José Álvaro Osorio Balvin, Carlos Alejandro Patiño Gómez \| – \| \| 5. Februar 2016 – 11. Februar 2016 1 Woche (insgesamt 6) \| 6 \| Maître Gims \| Est-ce que tu m’aimes ? Maître Gims, Renaud Rebillaud \| Nach seinem Auftritt am ersten Abend des Sanremo-Festivals am 9. Februar konnte Maître Gims die Spitzenposition kurzzeitig zurückerobern. \| \| 12. Februar 2016 – 18. Februar 2016 1 Woche \| 1 \| Francesca Michielin \| Nessun grado di separazione Federica Abbate, Francesca Michielin, Cheope, Fabio Gargiulo \| Während es beim Sanremo-Festival 2016 nur für Platz zwei gereicht hatte, konnte Michielin in den Charts die Sanremo-Sieger Stadio auf den dritten Platz verweisen. Es handelt sich für die ehemalige X-Factor-Siegerin bereits um den dritten Nummer-eins-Hit, für Songwriterin Abbate um den zweiten. \| \| 19. Februar 2016 – 3. März 2016 2 Wochen (insgesamt 3) \| 3 \| J Balvin \| Ginza José Álvaro Osorio Balvin, Carlos Alejandro Patiño Gómez \| – \| \| 4. März 2016 – 10. März 2016 1 Woche \| 1 \| Lukas Graham \| 7 Years Lukas Forchhammer, Morten Ristorp, Stefan Forrest, Morten Pilegaard \| – \| \| 11. März 2016 – 28. April 2016 7 Wochen \| 7 \| Alan Walker \| Faded Anders Froen, Gunnar Greve Pettersen, Alan Walker, Jesper Borgen \| – \| \| 29. April 2016 – 5. Mai 2016 1 Woche (insgesamt 10) \| 10 \| Álvaro Soler \| Sofia Álvaro Tauchert Soler, Simon Triebel, Ali Zuckowski, Jakke Erixson, Nadir Khayat \| Wie schon im Vorjahr konnte der deutsch-spanische Sänger in Italien einen Sommerhit landen. \| \| 6. Mai 2016 – 12. Mai 2016 1 Woche (insgesamt 2) \| 2 \| J-Ax & Fedez \| Vorrei ma non posto Takagi & Ketra, Alessandro Aleotti, Federico Leonardo Lucia \| – \| \| 13. Mai 2016 – 19. Mai 2016 1 Woche (insgesamt 10) \| 10 \| Álvaro Soler \| Sofia Álvaro Tauchert Soler, Simon Triebel, Ali Zuckowski, Jakke Erixson, Nadir Khayat \| – \| \| 20. Mai 2016 – 26. Mai 2016 1 Woche (insgesamt 2) \| 2 \| J-Ax & Fedez \| Vorrei ma non posto Takagi & Ketra, Alessandro Aleotti, Federico Leonardo Lucia \| – \| \| 27. Mai 2016 – 21. Juli 2016 8 Wochen (insgesamt 10) \| 10 \| Álvaro Soler \| Sofia Álvaro Tauchert Soler, Simon Triebel, Ali Zuckowski, Jakke Erixson, Nadir Khayat \| – \| \| 22. Juli 2016 – 28. Juli 2016 1 Woche \| 1 \| Sia \| Cheap Thrills Sia Furler, Greg Kurstin \| – \| \| 29. Juli 2016 – 1. September 2016 5 Wochen \| 5 \| Fabio Rovazzi \| Andiamo a comandare Federico Mercuri, Giordano Cremona, Marco Sissa, Riccardo Garifo, Daniele Lazzarin, Fabio Rovazzi \| – \| \| 2. September 2016 – 8. September 2016 1 Woche (insgesamt 2) \| 2 \| Charlie Puth feat. Selena Gomez \| We Don’t Talk Anymore Charlie Puth, Jacob Kasher Hindlin, Selena Gomez \| – \| \| 9. September 2016 – 15. September 2016 1 Woche \| 1 \| Major Lazer feat. Justin Bieber & Mø \| Cold Water Ed Sheeran, Benjamin Levin, Karen Marie Ørsted, Thomas Pentz, Justin Bieber, Jamie Scott, Philip Meckseper, Henry Allen \| – \| \| 16. September 2016 – 22. September 2016 1 Woche (insgesamt 2) \| 2 \| Charlie Puth feat. Selena Gomez \| We Don’t Talk Anymore Charlie Puth, Jacob Kasher Hindlin, Selena Gomez \| – \| \| 23. September 2016 – 13. Oktober 2016 3 Wochen (insgesamt 6) \| 6 \| DJ Snake feat. Justin Bieber \| Let Me Love You Louis Bell, Justin Bieber, Lumidee Cedeño, William Grigahcine, Stany Kibulu, Brian Lee, Steven Marsden, Teddy Mendez, Edwin Perez, Austin Roser, Ali Tamposi, Andrew Watt \| – \| \| 14. Oktober 2016 – 20. Oktober 2016 1 Woche \| 1 \| Ghali \| Ninna Nanna Ghali, Charlie Charles \| – \| \| 21. Oktober 2016 – 27. Oktober 2016 1 Woche (insgesamt 6) \| 6 \| DJ Snake feat. Justin Bieber \| Let Me Love You William Grigahcine, Justin Bieber, Andrew Watt, Ali Tamposi, Brian Lee, Louis Bell \| – \| \| 28. Oktober 2016 – 3. November 2016 1 Woche \| 1 \| Tiziano Ferro \| Potremmo ritornare Tiziano Ferro, Michael Tenisci \| – \| \| 4. November 2016 – 17. November 2016 2 Wochen (insgesamt 6) \| 6 \| DJ Snake feat. Justin Bieber \| Let Me Love You William Grigahcine, Justin Bieber, Andrew Watt, Ali Tamposi, Brian Lee, Louis Bell \| – \| \| 18. November 2016 – 1. Dezember 2016 2 Wochen \| 2 \| J-Ax & Fedez feat. Stash & Levante \| Assenzio Takagi & Ketra, Alessandro Aleotti, Federico Leonardo Lucia, Dario Faini, Angelo Rogoli \| – \| \| 2. Dezember 2016 – 15. Dezember 2016 2 Wochen \| 2 \| Fabio Rovazzi \| Tutto molto interessante Daniele Lazzarin, Fabio Rovazzi \| – \| \| 16. Dezember 2016 – 5. Januar 2017 3 Wochen \| 3 \| Clean Bandit feat. Sean Paul & Anne-Marie \| Rockabye Jack Patterson, Steve Mac, Ammar Malik, Ina Wroldsen, Sean Paul Henriques \| – \| |                                       |                                           | | |
| ← 2015 |                                       |                                           | | → 2017 → |
| Zeitraum | Wo. ges.                              | Interpret                                 | Titel Autor(en) | Zusätzliche Informationen |
| (Zeitraum, Wochen auf Platz eins, Interpret, Titel, Autor[en], zusätzliche Informationen) |                                       |                                           | | |
| 25. Dezember 2015 – 28. Januar 2016 5 Wochen (insgesamt 6) | 6                                     | Maître Gims                               | Est-ce que tu m’aimes ? Maître Gims, Renaud Rebillaud | Erstmals nach Alors on danse im Jahr 2010 gelang wieder einem französischsprachigen Lied der Aufstieg an die italienische Chartspitze. Es stellt für den kongostämmigen Rapper den ersten Charterfolg in Italien dar und brachte ihm in Woche 51/2015 eine Goldene Schallplatte für mehr als 25.000 Downloads und Streams ein. |
| 29. Januar 2016 – 4. Februar 2016 1 Woche (insgesamt 3) | 3                                     | J Balvin                                  | Ginza José Álvaro Osorio Balvin, Carlos Alejandro Patiño Gómez | – |
| 5. Februar 2016 – 11. Februar 2016 1 Woche (insgesamt 6) | 6                                     | Maître Gims                               | Est-ce que tu m’aimes ? Maître Gims, Renaud Rebillaud | Nach seinem Auftritt am ersten Abend des Sanremo-Festivals am 9. Februar konnte Maître Gims die Spitzenposition kurzzeitig zurückerobern. |
| 12. Februar 2016 – 18. Februar 2016 1 Woche | 1                                     | Francesca Michielin                       | Nessun grado di separazione Federica Abbate, Francesca Michielin, Cheope, Fabio Gargiulo                                                                                                  | Während es beim Sanremo-Festival 2016 nur für Platz zwei gereicht hatte, konnte Michielin in den Charts die Sanremo-Sieger Stadio auf den dritten Platz verweisen. Es handelt sich für die ehemalige X-Factor-Siegerin bereits um den dritten Nummer-eins-Hit, für Songwriterin Abbate um den zweiten.                         |
| 19. Februar 2016 – 3. März 2016 2 Wochen (insgesamt 3) | 3                                     | J Balvin                                  | Ginza José Álvaro Osorio Balvin, Carlos Alejandro Patiño Gómez | – |
| 4. März 2016 – 10. März 2016 1 Woche | 1                                     | Lukas Graham                              | 7 Years Lukas Forchhammer, Morten Ristorp, Stefan Forrest, Morten Pilegaard | – |
| 11. März 2016 – 28. April 2016 7 Wochen | 7                                     | Alan Walker                               | Faded Anders Froen, Gunnar Greve Pettersen, Alan Walker, Jesper Borgen | – |
| 29. April 2016 – 5. Mai 2016 1 Woche (insgesamt 10) | 10                                    | Álvaro Soler                              | Sofia Álvaro Tauchert Soler, Simon Triebel, Ali Zuckowski, Jakke Erixson, Nadir Khayat | Wie schon im Vorjahr konnte der deutsch-spanische Sänger in Italien einen Sommerhit landen. |
| 6. Mai 2016 – 12. Mai 2016 1 Woche (insgesamt 2) | 2                                     | J-Ax & Fedez                              | Vorrei ma non posto Takagi & Ketra, Alessandro Aleotti, Federico Leonardo Lucia | – |
| 13. Mai 2016 – 19. Mai 2016 1 Woche (insgesamt 10) | 10                                    | Álvaro Soler                              | Sofia Álvaro Tauchert Soler, Simon Triebel, Ali Zuckowski, Jakke Erixson, Nadir Khayat | – |
| 20. Mai 2016 – 26. Mai 2016 1 Woche (insgesamt 2) | 2                                     | J-Ax & Fedez                              | Vorrei ma non posto Takagi & Ketra, Alessandro Aleotti, Federico Leonardo Lucia | – |
| 27. Mai 2016 – 21. Juli 2016 8 Wochen (insgesamt 10) | 10                                    | Álvaro Soler                              | Sofia Álvaro Tauchert Soler, Simon Triebel, Ali Zuckowski, Jakke Erixson, Nadir Khayat | – |
| 22. Juli 2016 – 28. Juli 2016 1 Woche | 1                                     | Sia                                       | Cheap Thrills Sia Furler, Greg Kurstin | – |
| 29. Juli 2016 – 1. September 2016 5 Wochen | 5                                     | Fabio Rovazzi                             | Andiamo a comandare Federico Mercuri, Giordano Cremona, Marco Sissa, Riccardo Garifo, Daniele Lazzarin, Fabio Rovazzi                                                                     | – |
| 2. September 2016 – 8. September 2016 1 Woche (insgesamt 2) | 2                                     | Charlie Puth feat. Selena Gomez           | We Don’t Talk Anymore Charlie Puth, Jacob Kasher Hindlin, Selena Gomez | – |
| 9. September 2016 – 15. September 2016 1 Woche | 1                                     | Major Lazer feat. Justin Bieber & Mø      | Cold Water Ed Sheeran, Benjamin Levin, Karen Marie Ørsted, Thomas Pentz, Justin Bieber, Jamie Scott, Philip Meckseper, Henry Allen                                                        | – |
| 16. September 2016 – 22. September 2016 1 Woche (insgesamt 2) | 2                                     | Charlie Puth feat. Selena Gomez           | We Don’t Talk Anymore Charlie Puth, Jacob Kasher Hindlin, Selena Gomez | – |
| 23. September 2016 – 13. Oktober 2016 3 Wochen (insgesamt 6) | 6                                     | DJ Snake feat. Justin Bieber              | Let Me Love You Louis Bell, Justin Bieber, Lumidee Cedeño, William Grigahcine, Stany Kibulu, Brian Lee, Steven Marsden, Teddy Mendez, Edwin Perez, Austin Roser, Ali Tamposi, Andrew Watt | – |
| 14. Oktober 2016 – 20. Oktober 2016 1 Woche | 1                                     | Ghali                                     | Ninna Nanna Ghali, Charlie Charles | – |
| 21. Oktober 2016 – 27. Oktober 2016 1 Woche (insgesamt 6) | 6                                     | DJ Snake feat. Justin Bieber              | Let Me Love You William Grigahcine, Justin Bieber, Andrew Watt, Ali Tamposi, Brian Lee, Louis Bell                                                                                        | – |
| 28. Oktober 2016 – 3. November 2016 1 Woche | 1                                     | Tiziano Ferro                             | Potremmo ritornare Tiziano Ferro, Michael Tenisci | – |
| 4. November 2016 – 17. November 2016 2 Wochen (insgesamt 6) | 6                                     | DJ Snake feat. Justin Bieber              | Let Me Love You William Grigahcine, Justin Bieber, Andrew Watt, Ali Tamposi, Brian Lee, Louis Bell                                                                                        | – |
| 18. November 2016 – 1. Dezember 2016 2 Wochen | 2                                     | J-Ax & Fedez feat. Stash & Levante        | Assenzio Takagi & Ketra, Alessandro Aleotti, Federico Leonardo Lucia, Dario Faini, Angelo Rogoli                                                                                          | – |
| 2. Dezember 2016 – 15. Dezember 2016 2 Wochen | 2                                     | Fabio Rovazzi                             | Tutto molto interessante Daniele Lazzarin, Fabio Rovazzi | – |
| 16. Dezember 2016 – 5. Januar 2017 3 Wochen | 3                                     | Clean Bandit feat. Sean Paul & Anne-Marie | Rockabye Jack Patterson, Steve Mac, Ammar Malik, Ina Wroldsen, Sean Paul Henriques | – |

## Alben
| ← 2015 ← | Liste der Nummer-eins-Alben in Italien | Liste der Nummer-eins-Alben in Italien | Liste der Nummer-eins-Alben in Italien | 2017 → |
| \| Zeitraum \| Wo. ges. \| Interpret \| Titel \| Zusätzliche Informationen \| \| (Zeitraum, Wochen auf Platz eins, Interpret, Titel, zusätzliche Informationen) \| \| \| \| \| \| ------------------------------------------------------------------------------ \| -------- \| ----------------------------------- \| -------------------------------- \| -------------------------------------------------------------------------------------------------------------------------------------------------------------------- \| \| 11. Dezember 2015 – 7. Januar 2016 4 Wochen (insgesamt 5) \| 5 \| Adele \| 25 \| – \| \| 8. Januar 2016 – 14. Januar 2016 1 Woche \| 1 \| David Bowie \| Blackstar \| Nach dem Tod des britischen Musikers stieg sein neues Album direkt auf Platz eins ein. Weitere sieben seiner Alben stiegen neu in die Charts ein, ebenso 17 Singles. \| \| 15. Januar 2016 – 21. Januar 2016 1 Woche (insgesamt 2) \| 2 \| Alessandra Amoroso \| Vivere a colori \| – \| \| 22. Januar 2016 – 28. Januar 2016 1 Woche \| 1 \| Gemitaiz \| Nonostante tutto \| – \| \| 29. Januar 2016 – 4. Februar 2016 1 Woche (insgesamt 2) \| 2 \| Alessandra Amoroso \| Vivere a colori \| – \| \| 5. Februar 2016 – 18. Februar 2016 2 Wochen \| 2 \| Salmo \| Hellvisback \| – \| \| 19. Februar 2016 – 25. Februar 2016 1 Woche (insgesamt 2) \| 2 \| Claudio Baglioni und Gianni Morandi \| Capitani coraggiosi – Il live \| In der dritten Chartwoche gelang dem Livealbum zur gemeinsamen Tour der beiden Sänger der Aufstieg an die Spitze. \| \| 26. Februar 2016 – 3. März 2016 1 Woche \| 1 \| Daniele Silvestri \| Acrobati \| – \| \| 4. März 2016 – 10. März 2016 1 Woche (insgesamt 2) \| 2 \| Claudio Baglioni und Gianni Morandi \| Capitani coraggiosi – Il live \| – \| \| 11. März 2016 – 17. März 2016 1 Woche \| 1 \| Lorenzo Fragola \| Zero Gravity \| – \| \| 18. März 2016 – 24. März 2016 1 Woche \| 1 \| Vasco Rossi \| Tutto in una notte Live Kom 2015 \| – \| \| 25. März 2016 – 7. April 2016 2 Wochen \| 2 \| Elisa \| On \| – \| \| 8. April 2016 – 14. April 2016 1 Woche \| 1 \| Renato Zero \| Alt \| – \| \| 15. April 2016 – 21. April 2016 1 Woche \| 1 \| Francesco Renga \| Scriverò il tuo nome \| Für den Sänger aus Udine ist es das dritte Nummer-eins-Album. \| \| 22. April 2016 – 28. April 2016 1 Woche \| 1 \| Niccolò Fabi \| Una somma di piccole cose \| – \| \| 29. April 2016 – 5. Mai 2016 1 Woche (insgesamt 4) \| 4 \| Zucchero \| Black Cat \| – \| \| 6. Mai 2016 – 12. Mai 2016 1 Woche \| 1 \| Vinicio Capossela \| Canzoni della Cupa \| – \| \| 13. Mai 2016 – 19. Mai 2016 1 Woche (insgesamt 4) \| 4 \| Zucchero \| Black Cat \| – \| \| 20. Mai 2016 – 26. Mai 2016 1 Woche \| 1 \| Ariana Grande \| Dangerous Woman \| – \| \| 27. Mai 2016 – 9. Juni 2016 2 Wochen \| 2 \| Sergio Sylvestre \| Big Boy \| Die erste EP des Siegers der diesjährigen Ausgabe der Castingshow Amici di Maria De Filippi konnte die Chartspitze erreichen. \| \| 10. Juni 2016 – 16. Juni 2016 1 Woche \| 1 \| Afterhours \| Folfiri o Folfox \| – \| \| 17. Juni 2016 – 23. Juni 2016 1 Woche \| 1 \| Red Hot Chili Peppers \| The Getaway \| – \| \| 24. Juni 2016 – 14. Juli 2016 3 Wochen \| 3 \| Marracash & Guè Pequeno \| Santeria \| – \| \| 15. Juli 2016 – 18. August 2016 5 Wochen \| 5 \| Álvaro Soler \| Eterno agosto \| Erst in der Neuedition gelang dem Debütalbum des deutsch-spanischen Sängers der Sprung an die Spitze; 2015 war es auf Platz 22 stehengeblieben. \| \| 19. August 2016 – 25. August 2016 1 Woche (insgesamt 4) \| 4 \| Zucchero \| Black Cat \| – \| \| 26. August 2016 – 1. September 2016 1 Woche \| 1 \| Britney Spears \| Glory \| – \| \| 2. September 2016 – 8. September 2016 1 Woche (insgesamt 4) \| 4 \| Zucchero \| Black Cat \| – \| \| 9. September 2016 – 15. September 2016 1 Woche \| 1 \| Sfera Ebbasta \| Sfera Ebbasta \| – \| \| 16. September 2016 – 6. Oktober 2016 3 Wochen \| 3 \| Pooh \| Pooh 50 – L’ultima notte insieme \| – \| \| 7. Oktober 2016 – 13. Oktober 2016 1 Woche \| 1 \| Green Day \| Revolution Radio \| – \| \| 14. Oktober 2016 – 20. Oktober 2016 1 Woche \| 1 \| Emis Killa \| Terza Stagione \| – \| \| 21. Oktober 2016 – 3. November 2016 2 Wochen \| 2 \| Benji & Fede \| 0+ \| – \| \| 4. November 2016 – 10. November 2016 1 Woche \| 1 \| Laura Pausini \| Laura Xmas \| – \| \| 11. November 2016 – 17. November 2016 1 Woche \| 1 \| Vasco Rossi \| Vascononstop \| – \| \| 18. November 2016 – 24. November 2016 1 Woche \| 1 \| Ligabue \| Made in Italy \| – \| \| 25. November 2016 – 1. Dezember 2016 1 Woche \| 1 \| Marco Mengoni \| Marco Mengoni Live \| – \| \| 2. Dezember 2016 – 8. Dezember 2016 1 Woche (insgesamt 2) \| 2 \| Tiziano Ferro \| Il mestiere della vita \| – \| \| 9. Dezember 2016 – 5. Januar 2017 4 Wochen \| 4 \| MinaCelentano \| Le migliori \| – \| |                                        |                                        |                                        | |
| ← 2015 |                                        |                                        |                                        | → 2017 → |
| Zeitraum | Wo. ges.                               | Interpret                              | Titel                                  | Zusätzliche Informationen |
| (Zeitraum, Wochen auf Platz eins, Interpret, Titel, zusätzliche Informationen) |                                        |                                        |                                        | |
| 11. Dezember 2015 – 7. Januar 2016 4 Wochen (insgesamt 5) | 5                                      | Adele                                  | 25                                     | – |
| 8. Januar 2016 – 14. Januar 2016 1 Woche | 1                                      | David Bowie                            | Blackstar                              | Nach dem Tod des britischen Musikers stieg sein neues Album direkt auf Platz eins ein. Weitere sieben seiner Alben stiegen neu in die Charts ein, ebenso 17 Singles. |
| 15. Januar 2016 – 21. Januar 2016 1 Woche (insgesamt 2) | 2                                      | Alessandra Amoroso                     | Vivere a colori                        | – |
| 22. Januar 2016 – 28. Januar 2016 1 Woche | 1                                      | Gemitaiz                               | Nonostante tutto                       | – |
| 29. Januar 2016 – 4. Februar 2016 1 Woche (insgesamt 2) | 2                                      | Alessandra Amoroso                     | Vivere a colori                        | – |
| 5. Februar 2016 – 18. Februar 2016 2 Wochen | 2                                      | Salmo                                  | Hellvisback                            | – |
| 19. Februar 2016 – 25. Februar 2016 1 Woche (insgesamt 2) | 2                                      | Claudio Baglioni und Gianni Morandi    | Capitani coraggiosi – Il live          | In der dritten Chartwoche gelang dem Livealbum zur gemeinsamen Tour der beiden Sänger der Aufstieg an die Spitze.                                                    |
| 26. Februar 2016 – 3. März 2016 1 Woche | 1                                      | Daniele Silvestri                      | Acrobati                               | – |
| 4. März 2016 – 10. März 2016 1 Woche (insgesamt 2) | 2                                      | Claudio Baglioni und Gianni Morandi    | Capitani coraggiosi – Il live          | – |
| 11. März 2016 – 17. März 2016 1 Woche | 1                                      | Lorenzo Fragola                        | Zero Gravity                           | – |
| 18. März 2016 – 24. März 2016 1 Woche | 1                                      | Vasco Rossi                            | Tutto in una notte Live Kom 2015       | – |
| 25. März 2016 – 7. April 2016 2 Wochen | 2                                      | Elisa                                  | On                                     | – |
| 8. April 2016 – 14. April 2016 1 Woche | 1                                      | Renato Zero                            | Alt                                    | – |
| 15. April 2016 – 21. April 2016 1 Woche | 1                                      | Francesco Renga                        | Scriverò il tuo nome                   | Für den Sänger aus Udine ist es das dritte Nummer-eins-Album. |
| 22. April 2016 – 28. April 2016 1 Woche | 1                                      | Niccolò Fabi                           | Una somma di piccole cose              | – |
| 29. April 2016 – 5. Mai 2016 1 Woche (insgesamt 4) | 4                                      | Zucchero                               | Black Cat                              | – |
| 6. Mai 2016 – 12. Mai 2016 1 Woche | 1                                      | Vinicio Capossela                      | Canzoni della Cupa                     | – |
| 13. Mai 2016 – 19. Mai 2016 1 Woche (insgesamt 4) | 4                                      | Zucchero                               | Black Cat                              | – |
| 20. Mai 2016 – 26. Mai 2016 1 Woche | 1                                      | Ariana Grande                          | Dangerous Woman                        | – |
| 27. Mai 2016 – 9. Juni 2016 2 Wochen | 2                                      | Sergio Sylvestre                       | Big Boy                                | Die erste EP des Siegers der diesjährigen Ausgabe der Castingshow Amici di Maria De Filippi konnte die Chartspitze erreichen.                                        |
| 10. Juni 2016 – 16. Juni 2016 1 Woche | 1                                      | Afterhours                             | Folfiri o Folfox                       | – |
| 17. Juni 2016 – 23. Juni 2016 1 Woche | 1                                      | Red Hot Chili Peppers                  | The Getaway                            | – |
| 24. Juni 2016 – 14. Juli 2016 3 Wochen | 3                                      | Marracash & Guè Pequeno                | Santeria                               | – |
| 15. Juli 2016 – 18. August 2016 5 Wochen | 5                                      | Álvaro Soler                           | Eterno agosto                          | Erst in der Neuedition gelang dem Debütalbum des deutsch-spanischen Sängers der Sprung an die Spitze; 2015 war es auf Platz 22 stehengeblieben.                      |
| 19. August 2016 – 25. August 2016 1 Woche (insgesamt 4) | 4                                      | Zucchero                               | Black Cat                              | – |
| 26. August 2016 – 1. September 2016 1 Woche | 1                                      | Britney Spears                         | Glory                                  | – |
| 2. September 2016 – 8. September 2016 1 Woche (insgesamt 4) | 4                                      | Zucchero                               | Black Cat                              | – |
| 9. September 2016 – 15. September 2016 1 Woche | 1                                      | Sfera Ebbasta                          | Sfera Ebbasta                          | – |
| 16. September 2016 – 6. Oktober 2016 3 Wochen | 3                                      | Pooh                                   | Pooh 50 – L’ultima notte insieme       | – |
| 7. Oktober 2016 – 13. Oktober 2016 1 Woche | 1                                      | Green Day                              | Revolution Radio                       | – |
| 14. Oktober 2016 – 20. Oktober 2016 1 Woche | 1                                      | Emis Killa                             | Terza Stagione                         | – |
| 21. Oktober 2016 – 3. November 2016 2 Wochen | 2                                      | Benji & Fede                           | 0+                                     | – |
| 4. November 2016 – 10. November 2016 1 Woche | 1                                      | Laura Pausini                          | Laura Xmas                             | – |
| 11. November 2016 – 17. November 2016 1 Woche | 1                                      | Vasco Rossi                            | Vascononstop                           | – |
| 18. November 2016 – 24. November 2016 1 Woche | 1                                      | Ligabue                                | Made in Italy                          | – |
| 25. November 2016 – 1. Dezember 2016 1 Woche | 1                                      | Marco Mengoni                          | Marco Mengoni Live                     | – |
| 2. Dezember 2016 – 8. Dezember 2016 1 Woche (insgesamt 2) | 2                                      | Tiziano Ferro                          | Il mestiere della vita                 | – |
| 9. Dezember 2016 – 5. Januar 2017 4 Wochen | 4                                      | MinaCelentano                          | Le migliori                            | – |

## Jahreshitparaden
In die Top 10 der meistverkauften Alben schaffte es mit Coldplay nur ein einziger nicht-italienischer Interpret; bei den Singles gelang es dagegen nur einem italienischen Beitrag, die Top 10 zu erreichen. Dabei war Coldplay auch als einziger Interpreten in beiden Top 10 vertreten. Während sämtliche Top-10-Alben auch auf der Nummer eins gestanden hatten, gelang fünf Singles auch ohne Spitzenplatzierung der Eingang in die Jahres-Top-10.

| ← 2015 ← | Liste der Jahres-Nummer-eins-Hits in Italien | Liste der Jahres-Nummer-eins-Hits in Italien | Liste der Jahres-Nummer-eins-Hits in Italien | 2017 →   |
| \| Singles \| Position# \| Alben \| \| ---------------------------------------------------------------------------------------------------------------------------------------------------------------------------------------------- \| --------- \| ------------------------------------ \| \| Cheap Thrills Sia Sia Furler, Greg Kurstin \| 1 \| Le migliori MinaCelentano \| \| Faded Alan Walker Anders Froen, Gunnar Greve Pettersen, Alan Walker, Jesper Borgen \| 2 \| Il mestiere della vita Tiziano Ferro \| \| Sofia Álvaro Soler Álvaro Tauchert Soler, Simon Triebel, Ali Zuckowski, Jakke Erixson, Nadir Khayat \| 3 \| Made in Italy Ligabue \| \| Hymn for the Weekend Coldplay \| 4 \| Vascononstop Vasco Rossi \| \| Vorrei ma non posto J-Ax & Fedez Takagi & Ketra, Alessandro Aleotti, Federico Leonardo Lucia \| 5 \| Vivere a colori Alessandra Amoroso \| \| Duele el corazón Enrique Iglesias feat. Wisin Enrique Iglesias, Juan Carlos Yepez Jr., Patrick Ingunza, Silverlo Lozada, Juan Luis Morera, Servando Moriche, Hasibur Rahman, Francisco Saldaña \| 6 \| Laura Xmas Laura Pausini \| \| I Took a Pill in Ibiza Mike Posner \| 7 \| Passione maledetta Modà \| \| One Dance Drake feat. Wizkid & Kyla Aubrey Drake Graham, Paul Jefferies, Noah Shebib, Logan Sama, Ayodeji Ibrahim Balogun, Themba Sekowe, Kyla Smith, Errol Reid, Luke Reid \| 8 \| A Head Full of Dreams Coldplay \| \| 7 Years Lukas Graham Lukas Forchhammer, Stefan Forrest, Morten Ristorp, Morten Pilegaard \| 9 \| Black Cat Zucchero \| \| Ginza J Balvin José Álvaro Osorio Balvin, Carlos Alejandro Patiño Gómez \| 10 \| 0+ Benji & Fede \| |                                              |                                              |                                              |          |
| ← 2015 |                                              |                                              |                                              | → 2017 → |
| Singles | Position#                                    | Alben                                        |                                              |          |
| Cheap Thrills Sia Sia Furler, Greg Kurstin | 1                                            | Le migliori MinaCelentano                    |                                              |          |
| Faded Alan Walker Anders Froen, Gunnar Greve Pettersen, Alan Walker, Jesper Borgen | 2                                            | Il mestiere della vita Tiziano Ferro         |                                              |          |
| Sofia Álvaro Soler Álvaro Tauchert Soler, Simon Triebel, Ali Zuckowski, Jakke Erixson, Nadir Khayat | 3                                            | Made in Italy Ligabue                        |                                              |          |
| Hymn for the Weekend Coldplay | 4                                            | Vascononstop Vasco Rossi                     |                                              |          |
| Vorrei ma non posto J-Ax & Fedez Takagi & Ketra, Alessandro Aleotti, Federico Leonardo Lucia | 5                                            | Vivere a colori Alessandra Amoroso           |                                              |          |
| Duele el corazón Enrique Iglesias feat. Wisin Enrique Iglesias, Juan Carlos Yepez Jr., Patrick Ingunza, Silverlo Lozada, Juan Luis Morera, Servando Moriche, Hasibur Rahman, Francisco Saldaña | 6                                            | Laura Xmas Laura Pausini                     |                                              |          |
| I Took a Pill in Ibiza Mike Posner | 7                                            | Passione maledetta Modà                      |                                              |          |
| One Dance Drake feat. Wizkid & Kyla Aubrey Drake Graham, Paul Jefferies, Noah Shebib, Logan Sama, Ayodeji Ibrahim Balogun, Themba Sekowe, Kyla Smith, Errol Reid, Luke Reid | 8                                            | A Head Full of Dreams Coldplay               |                                              |          |
| 7 Years Lukas Graham Lukas Forchhammer, Stefan Forrest, Morten Ristorp, Morten Pilegaard | 9                                            | Black Cat Zucchero                           |                                              |          |
| Ginza J Balvin José Álvaro Osorio Balvin, Carlos Alejandro Patiño Gómez | 10                                           | 0+ Benji & Fede                              |                                              |          |

## Belege
1. ↑  Auszeichnungsarchiv. FIMI, abgerufen am 14. Januar 2016 (italienisch).
2. ↑  “Top of the Music” FIMI-GfK 2016: le uniche classifiche annuali complete. FIMI, 9. Januar 2017, archiviert vom Original (nicht mehr online verfügbar) am 12. Januar 2017; abgerufen am 9. Januar 2017 (italienisch).  Info: Der Archivlink wurde automatisch eingesetzt und noch nicht geprüft. Bitte prüfe Original- und Archivlink gemäß Anleitung und entferne dann diesen Hinweis.

Siehe auch: Nummer-eins-Hits 2016 in  Australien, Belgien, Dänemark, Deutschland, Finnland, Frankreich, Griechenland, Irland, Japan, Kanada, Kroatien, Mexiko, Neuseeland, den Niederlanden, Norwegen, Österreich, Polen, Portugal, Schweden, der Schweiz, Slowakei, Spanien, Südkorea, Tschechien, Ungarn, den Vereinigten Staaten und im Vereinigten Königreich.